# I Love Trouble – Nichts als Ärger
I Love Trouble – Nichts als Ärger (Originaltitel: I Love Trouble) ist eine US-amerikanische Filmkomödie aus dem Jahr 1994 mit Nick Nolte und Julia Roberts in den Hauptrollen.

## Handlung
Der alternde Star-Reporter Peter Brackett arbeitet für den „Chicago Chronicle“ und hat gerade seinen ersten Roman veröffentlicht. Er ist für seine Kolumnen bei allen angesehen, kümmert sich inzwischen aber lieber bei Buchsignierungen um seine zahlreichen weiblichen Fans, anstatt viel Zeit in die Recherche von Reportagen für seine Zeitung zu investieren. Als sein Chef ihn dabei erwischt, wie er bei einer alten Kolumne einfach ein paar Namen austauscht und sie als neue Kolumne abliefert, wird er nach langer Zeit wieder losgeschickt, um eine Geschichte um ein Eisenbahnunglück vor Ort zu recherchieren. Dabei trifft er auf die gutaussehende Sabrina Peterson, eine Reporterin, die erst seit zwei Tagen für das Konkurrenzblatt „Chicago Globe“ arbeitet. Brackett berichtet seinem Chef, dass kaum Fakten bekannt wären und sicher auch kein anderer Reporter mehr liefern könne als er selbst. Am nächsten Tag jedoch berichtet ausgerechnet der „Reporter-Frischling“ Sabrina Peterson auf der Titelseite des „Chicago Globe“ von Neuigkeiten zum Fall. Das will sich der alteingesessene Reporter nicht bieten lassen und Bracketts Ehrgeiz wird dadurch neu geweckt. Trotzdem enthält auch am nächsten Tag der Artikel von Peterson mehr Informationen als seiner.
Peterson wird von einem jungen Mann angerufen, der vom Schauplatz der Katastrophe einen Koffer entwendet haben soll. Als sie ihn aufsucht, findet sie ihn tot vor, auf einer Hand die Zeichen „LD…“ geschrieben. Sie schnappt sich einen herumliegenden Kugelschreiber, notiert diese und flüchtet.
Brackett entdeckt beim Betrachten eines zufällig aufgenommenen Videobandes, dass die Kupplung eines Waggons des verunglückten Zuges offensichtlich doch manipuliert wurde. Er kommt zum Schluss, dass das wahrscheinlichste Ziel eines Attentats ein Lehrer sein könnte, dessen Vater für die Firma „Chess Chemical“ arbeitete. Er verabredet sich mit der Witwe in einem Bürogebäude, im Aufzug trifft er Peterson. Der Aufzug bleibt unterwegs stecken, Brackett und Peterson werden von einem Killer gejagt. Nur knapp gelingt es ihnen, dem Killer zu entkommen, der dabei selbst stirbt.
Die beiden Reporter beschließen, von nun an zusammenzuarbeiten. Sie kommen dahinter, dass die Firma „Chess“ ein gentechnisch verändertes Hormon mit dem Namen „LDF“ entwickelt hat, das bei jungen Kühen die Fähigkeit zur Milchproduktion beschleunigt.
Die Milch dieser Kühe führt beim Menschen zu Krebserkrankungen, die Firmenleitung wollte aber diese Nebenwirkung nicht an die Öffentlichkeit gelangen lassen und hat die Forschungsergebnisse fälschen lassen. Die Beweise schickte ein ehemaliger Forscher des Konzerns seinem Sohn, sie wurden als Mikrofilm im Kugelschreiber versteckt, der sich im Koffer des getöteten Lehrers befand. Über den jungen Mann, der den Koffer vom Unglücksort stahl, gelangte der Kugelschreiber in die Hände von Sabrina Peterson, die allerdings bis zuletzt nichts von dem darin enthaltenen Mikrofilm wusste.
In Las Vegas werden sie von einem Killer verfolgt. Sie flüchten sich in eine der vielen Schnellheiratskapellen. Weil sie dort zu der Hochzeitszeremonie passende Kleidungsstücke erhalten, erkennt sie der Killer nicht, als er auf der Suche nach ihnen die Kapelle betritt. Sie werden rechtskräftig getraut. Zunächst tun sie so, als ob sie sich nicht lieben würden und bald wieder scheiden lassen wollen, finden aber schließlich doch zueinander.

## Hintergrund
- Auch wenn der Spielfilm Fiktion ist, sind Teile der Geschichte an den realen Fall des Hormons Rinder-Somatotropin der Firma Monsanto angelehnt. Das von gentechnisch veränderten Bakterien produzierte Hormon steigert die Milchproduktion bei Kühen, wurde aber in Kanada und Europa verboten, da es bei Versuchstieren Krebs verursachte. Monsanto hielt die Versuchsergebnisse mit Berufung auf Geschäftsgeheimnisse unter Verschluss. In den USA wurde das Wachstumshormon von der Gesundheitsbehörde FDA zugelassen.

## Kritiken
- James Berardinelli schrieb auf ReelViews, dass der Film ein „perfektes Beispiel“ der leichten Unterhaltung sei. Er hielt den Plot für absurd, verglich die Kameraarbeit mit den Sendungen auf MTV und kritisierte einen Teil der Dialoge. Dafür lobte er die Darstellungen von Nick Nolte sowie Julia Roberts, durch die der Film „überlebe“.[1]
- Prisma Online: „Charles Shyer ("Baby Boom", "Vater der Braut") inszenierte diese charmante wie romantische Krimi-Komödie über den ewigen Kampf der Geschlechter. "Pretty Woman"-Julia Roberts überzeugt als souveräne und schlagfertige Herausforderin an der Seite von Nick Nolte als süffisantem Gentleman-Macho.“[2]
- Lexikon des internationalen Films: „Nur in Ansätzen gelungener Versuch, die Spritzigkeit der "screwball comedies" wiederauferstehen zu lassen; er scheitert hauptsächlich an der fehlenden Inspiration von Buch und Regie und der schwachen Hauptdarstellerin.“[3]
- Das Heyne Filmlexikon befand, es handle sich um einen „mit Journalisten-Klischees“ überfrachteten Film, „bei dem der Geschlechterkampf an Julia Roberts langweiliger Sanftheit scheitert.“[4]